# Billy Crystal
Billy Crystal (Long Island, New York, SAD, 14. ožujka 1948.) je američki glumac, zabavljač i komičar. Također i jedan od najpoznatijih i najučestalijih voditelja svečanosti Oscar za dodjelu priznanja u području filma.

## Rani život
Njegova majka Helen bila je kućanica, majka još dvojice sinova: Joel je bio srednjoškolski profesor, a Richard televizijski producent.
Njegov otac Jack zajedno s Miltom Gablerom proslavio se dućanom Commodore Music Shop, jednim od prvih koji je prodavao i stare ploče, koje su se, uz to, mogle preko pošte naručiti u cijeloj Americi. Jazz je u to vrijeme bio popularan u noćnim klubovima, no široka publika još ga je tretirala kao nižerazrednu glazbu sumnjive vrijednosti. No, upravo su Milt Gabler i Jack Crystal to promijenili, omogućivši glazbenicima i pjevačima kao što su Jelly Roll Morton, Billie Holiday, i mnogim drugima, da dopru do široke publike. Osim toga, obojica su rušili dotad vrlo čvrste rasne barijere i zalagali se za građanska prava crne manjine.
Tako je upravo Milt Gabler 1939. na etiketi Commodore izdao možda najvažniju i najizravniju osudu rasizma u Sjedinjenim Američkim Državama, kontroverznu pjesmu "Strange Fruit" (Čudni plod) u izvedbi Billie Holiday, koju je ugledni američki magazin Time 1999. proglasio pjesmom stoljeća. Objašnjenja radi, "čudno voće" o kojem pjeva Billie Holiday jest obješeni crnac kojeg je tijekom jedne turneje vidjela u šumi pokraj ceste kad se autobus s glazbenicima nakratko zaustavio...
No, za malog Billyja Crystala legendarna pjevačica bila je dobra teta, povremeno i baby-sitterica, koja mu je nadjenula nadimak Gospodin Billy, dok je on nju nazivao Gospođica Billie. Velike jazz-zvijezde koje su se pojavljivale u njegovu svijetu, bile su svakodnevna pojava, jazz je bio neizostavna glazbena pozadina tijekom njegova odrastanja.

### Ljubitelj sporta
Uz jazz, druga Crystalova velika ljubav bio je bejzbol. I tu mu je ljubav, očito, usadio otac, dobar igrač bejzbola dok je bio na sveučilištu. Otac ga je redovito vodio na stadion New York Yankeesa koji mu je od rane mladosti postao važno utočište. Njegovi heroji su tada bili bejzbol velikani, legende tog sporta, Babe Ruth, Mickey Mantle i Roger Maris. Crystal je kasnije i sam igrao bejzbol, i to prilično uspješno, pa je neko vrijeme razmišljao da postane profesionalni sportaš. Zbog toga je, kad je došlo vrijeme da studira, izabrao sveučilište Marshall u Virginiji, koje je davalo stipendije za nadarene igrače, a i mnogi su klubovi s njega regrutirali nove igrače. No, plan mu se izjalovio i nikada nije zaigrao za školsku momčad. Taj je program, naime, ukinut iste godine kad se on upisao pa je time srušen dobar dio Crystalovih mladenačkih snova. 
No, iako je odustao od sportske karijere, cijeli život je volio bejzbol i košarku. Navijač je košarkaškog kluba L. A. Clippers i bejzbol kluba New York Yankees, a nakon što se proslavio, jedno je vrijeme bio vlasnik bejzbol kluba Arizona Diamondbacks. U svakom slučaju, nakon što mu je propala bejzbol karijera, Billy Crystal se vratio u New York i upisao na Nassau College na Long Islandu. Ondje mu se dogodilo nešto što će mu drastično promijeniti život. Ponajprije, upoznao je Janice Goldfinger, svoju buduću suprugu, s kojom je i danas u braku. Vjenčali su se vrlo brzo nakon što su se upoznali, 1970., a podjednako brzo dobili su dvije kćeri, Jennifer i Lindsay, koje su se kasnije pojavljivale u očevim uspješnim filmovima.

## Prvi zabavljački poslovi
Tih godina Billy Crystal je, osim toga, napokon odlučio da će biti - zabavljač. Još dok je bio na sveučilištu Marshall, radio je na lokalnoj radiostanici gdje je vodio zabavne emisije. U Nassauu je, pak, otkrio kazalište i svom se energijom bacio na glumu koju je toliko zavolio da ju je odabrao za glavni predmet na studiju. No, ubrzo je zavolio i film, pa se nedugo poslije prebacio na sveučilište New York gdje je studirao filmsku i televizijsku režiju, a jedan od profesora bio mu je i slavni redatelj Martin Scorsese. U to je doba već počeo raditi po malim kazalištima kao razvođač i pomoćni radnik, zarađujući 40 dolara na tjedan.
Budući da je bio iznimno ambiciozan, stalno je vrebao priliku da upozna neku važnu osobu koja će prepoznati njegov dar i omogućiti mu da se probije. Ta ambicija ga je katkad skupo stajala. Jednom je, na primjer, u publici primijetio poznatog voditelja Waltera Cronkitea. U želji da ostavi što bolji dojam, došao je među gledatelje i na uho mu šapnuo:
- Gospodine Cronkite, mogu li vam nekako pomoći da se osjećate što ugodnije...
Cronkite mu je ljutito uzvratio:
- Mogli biste početi s tim da maknete tu glupu svjetiljku s moga lica!
U to je doba Crystal još jednom promijenio svoje ambicije - shvatio je da želi postati televizijski komičar. Završivši studij vratio se sa suprugom kući i zaposlio se kao srednjoškolski profesor. Usporedno s tim radio je i na novim komičarskim točkama koje je izvodio u malim klubovima u susjedstvu. U obitelji je čuo mnogo židovskih šala koje je prerađivao za pozornicu, a kako je u djetinjstvu upoznao mnogo crnih glazbenika, razvio je i talent za imitiranje crnaca. Redovito je nastupao u njujorškim klubovima, stalno očekujući da ga netko primijeti i pruži mu priliku.

## Proboj na televiziju
Upravo zbog toga odlučio je s obitelji se preseliti u Los Angeles, vjerujući da će ondje biti bliže očima glumačkih agenata. To se zaista i dogodilo. Televizijski producent Norman Lear zapazio ga je dok je nastupao u nekom klubu i angažirao ga za tada vrlo gledani humoristični serijal "All In The Family". U tom serijalu glavnu ulogu igrao je Rob Reiner, budući poznati redatelj, s kojim se Crystal na snimanju sprijateljio. Nakon nastupa u "All In The Family", dobio je još jednu priliku: razbolio se glumac koji je na nekoj holivudskoj zabavi trebao imitirati Muhammada Alija i najpoznatijeg američkog sportskog novinara Howarda Cosella, voditelja iznimno popularnih prijenosa američkog nogometa, pa je Crystalu ponuđeno da ga zamijeni. U publici je bio i sam Ali, kojem se svidjelo kako ga Crystal imitira, pa mu je to i rekao te mu dao nadimak "mali brat".
Uslijedio je još jedan zapažen nastup: u humorističnom serijalu "Soap" dobio je ulogu homoseksualca Jodieja. Bilo je to prvi put da na američkoj televiziji neki lik otvoreno priznaje daje homoseksualac. Mediji su se raspisali o njemu, javnost je brujala o novom glumcu, pa je Crystal brzo postajao sve popularniji.
Zanimljivo, najviše su ga kritizirale udruge koje su se borile za prava homoseksualaca, koje su ga optuživale da im se izruguje i stavile su ga na svoju crnu listu. No, Crystalu to nije smetalo. Zahvaljujući novostečenoj popularnosti, njegov je lik u serijalu dobivao sve više prostora i na kraju postao zaštitnim znakom serijala. Televizijski analitičari i sociolozi smatraju daje upravo taj serijal, ponajviše zahvaljujući Crystalu, znatno pridonio ublažavanju stava američke javnosti prema homoseksualcima.

## Proboj na film
Drugi veliki proboj Billy Crystal je napravio 1984., kad su ga   pozvali da se priključi ekipi televizijske emisije Saturday Night Live, poznatom inovativnom humorističnom showu, koji je bio pravi rasadnik novih talenata. U njemu su se, na primjer, probili komičari John Belushi, Dan Aykroyd. Chevy Chase i mnogi drugi. Crystalu su partneri bili Martin Short i Christopher Guest, no on je u showu brzo postao najveća zvijezda. Za svoje nastupe u Saturday Night Live nominiran je i za nagradu Emmy, no daleko mu je važnije bilo stoje zahvaljujući njima počeo dobivati i ponude da nastupi u filmovima. Prvu veću ulogu dobio je u filmu "Baci mamu iz vlaka" Dannyja De Vita, a zatim mu je dobar prijatelj Rob Reiner 1989. ponudio primamljivu ponudu da glumi glavnu ulogu uz Meg Ryan u njegovom filmu "Kad je Harry sreo Sally". Film je postigao golem uspjeh, a Billy Crystal postao je najpopularniji američki filmski komičar. Uslijedili su filmovi "Gradski kauboji" (City Slickers), 1991., koji je tri godine poslije dobio i nastavak, 1995. je snimio "Zaboravi Pariz", 1997. "Father's Day", a 1999. s Robertom De Nirom "Analiziraj ovo".

## Voditelj Oscara
U međuvremenu mu je 1990. ponuđeno prestižna uloga voditelja dodjela Oscara. Koliko je bio uspješan, vidi se po tome stoje do 2004. čak osam puta vodio dodjelu najpoznatijih američkih filmskih nagrada, više od ikoga, s izuzetkom komičara Boba Hopea, koji ju je vodio čak 16 puta. Billyju Crystalu su i lani nudili da se prihvati toga posla, ali je ponudu odbio da bi se više stigao posvetiti nastupima po klubovima.

## Billie Holiday
Čini se kao da Crystal u zrelim godinama, u dobi kad mnogi već razmišljaju o mirovini, sve više razmišlja o svojoj obitelji i korijenima. Prije dvije godine objavio je knjigu "700 nedjelja", romantičnu i istodobno duhovitu posvetu svom ocu i glazbi uz koju je odrastao, u kojoj je opisao događaje koji su utjecali na njegovo formiranje. Sam naslov odnosi se na 700 nedjelja koje je proveo s ocem prije nego stoje ovaj 1963. preminuo od srčanog udara. Crystal je ponosan i na svog ujaka Milta Gablera, ponajviše na njegovo prijateljstvo s legendarnom Billie Holiday.
"Veza između njih dvoje bila je doista nešto posebno, jer je Billie znala da je za Gablera snimila svoje najbolje pjesme, a on je bio iznimno ponosan zbog toga" prisjeća se Billy Crystal.
U očevu dućanu je na zidu, iznad police s pločama, ovješena fotografija Billie Holiday s posvetom "Izdrži, Milt".
"Sjećam se kako je ujak često pričao kako ju je upoznao. Jedno jutro početkom 1939. ušetalaje u trgovinu na 52. ulici u društvu klavirista Teddyja Wilsona, s čijim orkestrom je nastupala u klubu Cafe Society. Jedna od njezinih najpopularnijih pjesama tada je bila "Strange Fruit", koja potresno govori o linču crnaca na američkom Jugu, no njezina tadašnja diskografska kuća Columbia nije joj dala daje snimi. Billie se zato obratila Gableru, čovjeku poznatom po svojoj borbi protiv rasizma. Uvijek me iznova iznenađuje činjenica daje Billie Holiday, kojoj su tada bile samo 23 godine, imala veliko povjerenje u četiri godine starijeg Milta Gablera. Kao daje naprosto znala daje on jedina osoba koja će je razumjeti. Jednostavno je upala u njegov život i u njegove ruke prepustila pjesmu koja će promijeniti njezinu karijeru, ali i utjecati na kasnija društvena zbivanja. Kad mu je prvi put otpjevala tu pjesmu, Gabler je zaplakao kao dijete i rekao da će je odmah snimiti jer je ljudi moraju čuti" piše Crystal.
Kompanija Columbia dopustila je Billie Holiday da snimi nekoliko pjesama za Commodore Records i 20. travnja 1993. ona je snimila "Strange Fruit". Pjesma se uskoro mogla čuti na svim jukeboxovima u New Yorku. Upravo zahvaljujući uspjehu te pjesme, Milt Gabler je 1941. dobio ponudu da postane potpredsjednik u velikoj diskografskoj kući Decca, u kojoj je ostao do 1971., no i dalje je zadržao Commodore Records.
Kad je Columbia u jesen 1943. odbila produžiti ugovor s Billie Holiday, vjerujući daje njezino vrijeme prošlo, ona je nastavila raditi s Commodore Records i za njih snimila barem petnaestak pjesama trajne vrijednosti, od kojih je Billy Crystal većinu uvrstio na kompilaciji koju je priredio 2005. Billie Holiday i Milt Gabler nastavili su i kasnije suradnju, jer je ona ubrzo prešla u Decca Reeords, pa se može reći da je Crystalov ujak najzaslužniji za njezin komercijalni uspjeh.
Moj ujak je od 1941. do 1971. uspio utjecati na popularnu glazbu kao malo koji producent. Ne pretjerujem kad kažem da je on jedna od najutjecajnijih osoba u američkom glazbenom biznisu. Svoj uspjeh njemu mogu zahvaliti i brojni drugi izvođači, kao što su Andrews Sisters, Bing Crosby, Judy Garland, pa čak i Jerry Lee Lewis. Poznati dueti Elle Fitzgerald i Louisa Armstronga također su njegova zamisao. I dakako, ne smije se zaboraviti daje upravo on producirao pjesmu Billa Haleyja "Rock Around The Clock", jedan od prvih velikih rock'n'roll hitova - prisjeća se Billy Crystal uloge svoje obitelji u američkom glazbenom životu.
U svojoj knjizi opisao je i kako ga je Billie Holiday čuvala dok je bio dječak, ako su njegovi roditelji bili zauzeti te kako ga je jednom vodila i u kino, „Jednog nedjeljnog poslijepodneva, prije nastupa koji joj je moj otac organizirao u klubu Stuyvesant Casino, Billie mije rekla: "Hej, gospodine Billy, idemo u kino". Uzela me za ruku i tako smo velika Billie Holiday i ja prošetali po Drugoj aveniji do kinodvorane u kojoj će se poslije, nakon što promijeni ime u Filmore East, održati mnogi poznati koncerti. Ondje sam, dakle, sjedeći Billie u krilu, jer sam bio premali da normalno sjedim i vidim platno, s njom prvi put bio u kinu. I danas se sjećam, gledali smo vestern "Shane", u kojem na kraju Alan Ladd, dok se sunce spušta, jašući odlazi, a mali dječak trči za njim i viče "Shane, vrati se". Tada se Billie nagnula i šapnula mi u uho: "Neće se on nikada vratiti". Nikad to nisam zaboravio.“
„Sjećam se i svog prvog posjeta očevoj i ujakovoj trgovini. Bilo je to 1953., na moj peti rođendan. Tada sam prvi put s tatom išao u grad, prvi put sam vidio Manhattan i prvi put se vozio tunelom ispod rijeke East. Bio sam nasmrt preplašen kad mi je tata rekao da je rijeka iznad nas. Kasnije sam često odlazio s njim i uvijek bih ondje vidio nekoga od poznatih glazbenika. Upoznao sam tako Counta Basieja, Dukea Ellingtona i Rosemary Clooney“ piše Crystal.
Iste večeri otac ga je prvi put odveo na koncert jazz-klavirista Jellyja Rolla Mortona u dvorani Central Beach i ondje je Billy Crystal prvi put slušao nastup nekog glazbenog velikana.
„Glazba me potpuno ponijela. Toliko da sam se u jednom trenutku i sam popeo na pozornicu i počeo plesati pred publikom. Bio je to, kad se sad prisjetim, početak mog života u showu businessu. Tada sam se, očito, zarazio svjetlima pozornice i do danas se nisam izliječio od želje da nastupam pred publikom. Imam sreće da sam u tome uspio i zato mogu biti zadovoljan svojim životom.“